# Kaiwhitu Island
Kaiwhitu Island ist eine kleine Insel in der Region Northland im Norden von Neuseeland.

## Geographie
Die bis zu 40 m hohe Insel befindet sich im nördlichen Arm des Kaipara Harbour und dort an dessen Ostufer. Rund 13 km südlich von Matakohe liegend, erstreckt sich die Insel über rund 255 m in Nordnordwest-Südsüdost-Richtung und kommt auf eine maximale Breite von 230 m in Westsüdwest-Ostnordost-Richtung. Ihre Fläche, die größtenteils mit Bäumen und Büschen bewachsen ist, beträgt rund 4,4 Hektar. Das Festland ist nördlich der Insel rund 260 m entfernt und nach Osten hin beträgt die Distanz rund 830 m. In diese beiden Richtungen verlandet der Teil des Naturhafens zusehends.